# Fabian Jeker
Fabian Jeker (Füllinsdorf, 28 november 1968) is een voormalig Zwitsers wielrenner.

## Belangrijkste overwinningen
1991
- Giro dei Sei Comuni

1992
- Eindklassement Ronde van Galicië
- 3e etappe Ronde van Galega
- Eindklassement Ronde van Galega

1995
- 7e etappe Dauphiné Libéré

1996
- Escalada a Montjuich

1998
- Escalada a Montjuich

2000
- Escalada a Montjuich

2001
- Eindklassement Ronde van Valencia
- Classica de Charneca
- 4e etappe GP do Minho
- 8e en 14e etappe Ronde van Portugal
- Eindklassement Ronde van Portugal

2002
- 3e etappe Ronde van Alentejo
- 1e en 5e etappe GP do Minho
- Eindklassement GP do Minho

2003
- 4e etappe Ronde van Asturië
- Eindklassement Ronde van Asturië
- 3e en 4e etappe deel B Troféu Joaquim Agostinho
- Eindklassement Trofeo Joaquim Agostinho

2004
- 4e etappe Ronde van Romandië

## Resultaten in voornaamste wedstrijden
| Jaar | Ronde van Italië | Ronde van Frankrijk | Ronde van Spanje |
| ---- | ---------------- | ------------------- | ---------------- |
| 1991 |                  |                     |                  |
| 1992 |                  | opgave              |                  |
| 1993 |                  | 79e                 |                  |
| 1994 | opgave           |                     |                  |
| 1995 | opgave           | 68e                 |                  |
| 1996 |                  |                     | 22e              |
| 1997 | 31e              |                     | 25e              |
| 1998 | 49e              |                     |                  |
| 1999 |                  | 57e                 | opgave           |
| 2000 |                  |                     | 25e              |
| 2001 |                  |                     | 71e              |
| 2002 |                  |                     | 13e              |
| 2003 |                  |                     | 65e              |
| 2004 |                  |                     | opgave           |
| 2005 |                  |                     |                  |

| Jaar | Milaan-San Remo | Gent-Wevelgem | Parijs-Roubaix | Amstel Gold Race | Luik-Bast.‑Luik | Ronde van Lombardije | Waalse Pijl | Parijs-Tours |  | WK op de weg |  | Wereldranglijsten |
| ---- | --------------- | ------------- | -------------- | ---------------- | --------------- | -------------------- | ----------- | ------------ |  | ------------ |  | ----------------- |
| 1991 |                 |               |                |                  |                 | 17e                  | 64e         | 154e         |  | 49e          |  |                   |
| 1992 | 93e             |               | 84e            |                  |                 |                      |             | 84e          |  |              |  |                   |
| 1993 | 31e             | 50e           |                |                  | 40e             |                      | 40e         |              |  |              |  |                   |
| 1994 | 72e             | 64e           |                |                  |                 | 33e                  | 20e         | 24e          |  |              |  |                   |
| 1995 |                 |               |                |                  |                 |                      | 64e         | 118e         |  |              |  |                   |
| 1996 |                 |               |                |                  |                 | ↑                    |             |              |  | 21e          |  |                   |
| 1997 |                 |               |                |                  |                 | 42e                  |             |              |  |              |  |                   |
| 1998 | 34e             |               |                |                  |                 |                      |             | 78e          |  |              |  |                   |
| 1999 |                 |               |                |                  |                 |                      |             |              |  |              |  |                   |
| 2000 |                 |               |                | 63e              | 68e             |                      |             |              |  | 44e          |  |                   |
| 2001 |                 |               |                |                  |                 |                      |             |              |  |              |  |                   |
| 2002 |                 |               |                |                  |                 |                      |             |              |  |              |  |                   |
| 2003 |                 |               |                |                  |                 |                      |             |              |  | 75e          |  |                   |
| 2004 |                 |               |                |                  |                 | 32e                  | 82e         |              |  | 60e          |  |                   |
| 2005 |                 |               |                | 80e              | 53e             |                      | 30e         |              |  |              |  | 109e (UPT)        |